# White Creek (New York)
White Creek est une ville du comté de Washington, dans l'État de New York, aux États-Unis. Il fait partie de la zone statistique métropolitaine de Glens Falls. La population de la ville était de 3 294 habitants au recensement de 2016. La ville contient le quartier historique de White Creek qui a été inscrit au Registre national des lieux historiques en 1979.

## Personnalités liées à la ville
- Paul Cornell (1822-1904), avocat et spéculateur immobilier né à White Creek ;